# Selección femenina de fútbol sub-20 de Aruba
La selección de fútbol  femenino sub-20 de Aruba representa a Aruba en las competiciones internacionales de fútbol femenino en la categoría.  Su organización está a cargo de la Federación de Fútbol de Aruba perteneciente a la CONCACAF.

## Estadísticas

### Copa Mundial Femenina de Fútbol Sub-20
| Copa Mundial Femenina de Fútbol Sub-20. | Copa Mundial Femenina de Fútbol Sub-20. | Copa Mundial Femenina de Fútbol Sub-20. | Copa Mundial Femenina de Fútbol Sub-20. | Copa Mundial Femenina de Fútbol Sub-20. | Copa Mundial Femenina de Fútbol Sub-20. | Copa Mundial Femenina de Fútbol Sub-20. | Copa Mundial Femenina de Fútbol Sub-20. |
| Año                                     | Resultado                               | J                                       | G                                       | E                                       | P                                       | GF                                      | GC                                      |
| --------------------------------------- | --------------------------------------- | --------------------------------------- | --------------------------------------- | --------------------------------------- | --------------------------------------- | --------------------------------------- | --------------------------------------- |
| 2002                                    | No clasificó                            | No clasificó                            | No clasificó                            | No clasificó                            | No clasificó                            | No clasificó                            | No clasificó                            |
| 2004                                    | No clasificó                            | No clasificó                            | No clasificó                            | No clasificó                            | No clasificó                            | No clasificó                            | No clasificó                            |
| 2006                                    | No clasificó                            | No clasificó                            | No clasificó                            | No clasificó                            | No clasificó                            | No clasificó                            | No clasificó                            |
| 2008                                    | No clasificó                            | No clasificó                            | No clasificó                            | No clasificó                            | No clasificó                            | No clasificó                            | No clasificó                            |
| 2010                                    | No clasificó                            | No clasificó                            | No clasificó                            | No clasificó                            | No clasificó                            | No clasificó                            | No clasificó                            |
| 2012                                    | No clasificó                            | No clasificó                            | No clasificó                            | No clasificó                            | No clasificó                            | No clasificó                            | No clasificó                            |
| 2014                                    | No clasificó                            | No clasificó                            | No clasificó                            | No clasificó                            | No clasificó                            | No clasificó                            | No clasificó                            |
| 2016                                    | No clasificó                            | No clasificó                            | No clasificó                            | No clasificó                            | No clasificó                            | No clasificó                            | No clasificó                            |
| 2018                                    | No clasificó                            | No clasificó                            | No clasificó                            | No clasificó                            | No clasificó                            | No clasificó                            | No clasificó                            |
| 2020                                    | No clasificó                            | No clasificó                            | No clasificó                            | No clasificó                            | No clasificó                            | No clasificó                            | No clasificó                            |
| Total                                   | 0/10                                    | 0                                       | 0                                       | 0                                       | 0                                       | 0                                       | 0                                       |

### Campeonato Femenino Sub-20 de la Concacaf
| Campeonato Femenino Sub-20 de la Concacaf. | Campeonato Femenino Sub-20 de la Concacaf. | Campeonato Femenino Sub-20 de la Concacaf. | Campeonato Femenino Sub-20 de la Concacaf. | Campeonato Femenino Sub-20 de la Concacaf. | Campeonato Femenino Sub-20 de la Concacaf. | Campeonato Femenino Sub-20 de la Concacaf. | Campeonato Femenino Sub-20 de la Concacaf. |
| Año                                        | Resultado                                  | J                                          | G                                          | E                                          | P                                          | GF                                         | GC                                         |
| ------------------------------------------ | ------------------------------------------ | ------------------------------------------ | ------------------------------------------ | ------------------------------------------ | ------------------------------------------ | ------------------------------------------ | ------------------------------------------ |
| 2002                                       | No participó                               | No participó                               | No participó                               | No participó                               | No participó                               | No participó                               | No participó                               |
| 2004                                       | No participó                               | No participó                               | No participó                               | No participó                               | No participó                               | No participó                               | No participó                               |
| 2006                                       | No participó                               | No participó                               | No participó                               | No participó                               | No participó                               | No participó                               | No participó                               |
| 2008                                       | No participó                               | No participó                               | No participó                               | No participó                               | No participó                               | No participó                               | No participó                               |
| 2010                                       | No participó                               | No participó                               | No participó                               | No participó                               | No participó                               | No participó                               | No participó                               |
| 2012                                       | No participó                               | No participó                               | No participó                               | No participó                               | No participó                               | No participó                               | No participó                               |
| 2014                                       | No clasificó                               | No clasificó                               | No clasificó                               | No clasificó                               | No clasificó                               | No clasificó                               | No clasificó                               |
| 2015                                       | No participó                               | No participó                               | No participó                               | No participó                               | No participó                               | No participó                               | No participó                               |
| 2018                                       | No participó                               | No participó                               | No participó                               | No participó                               | No participó                               | No participó                               | No participó                               |
| 2020                                       | No participó                               | No participó                               | No participó                               | No participó                               | No participó                               | No participó                               | No participó                               |
| 2022                                       | Por definir                                | Por definir                                | Por definir                                | Por definir                                | Por definir                                | Por definir                                | Por definir                                |
| Total                                      | 0/0                                        | 0                                          | 0                                          | 0                                          | 0                                          | 0                                          | 0                                          |